# Trifluorură de clor
Trifluorura de clor este un compus inter-halogen cu formula chimică ClF3. Acest gaz incolor, otrăvitor, coroziv și extrem de reactiv se condensează la un lichid galben-verzui, forma în care este cel mai adesea vândut (presurizată la temperatura camerei). Compusul este în principal de interes ca o componentă a combustibililor pentru rachete, operațiunilor de curățare și gravare fără plasmă din industria semiconductorilor, în prelucrarea combustibilului din reactorul nuclear și alte operațiuni industriale.